# Дон Редман
Дональд Метью Редман (29 липня 1900 року — 30 листопада 1964 року) — американський джазовий музикант, аранжувальник, керівник групи та композитор.

## Біографія
Редман народився в П'ємонті, графство Мінерал, Західна Вірджинія . Його батько був учителем музики, мати — співачкою. Дон почав грати на трубі у віці трьох років, приєднався до своєї першої групи у віці шести років, а до 12 років володів усіма духовими інструментами — від труби до гобоя, а також фортепіано. Навчався в коледжі Сторера на поромі Гарпер і в Бостонській консерваторії, а потім приєднався до Бродвейських синкопатерів Біллі Пейджа в Нью-Йорку. Він був дядьком саксофоніста Дьюї Редмена, а отже, прадідом саксофоніста Джошуа Редмана та трубача Карлоса Редмена.

### Кар'єра
У 1923 році Редман приєднався до оркестру Флетчера Хендерсона, в основному грав на кларнеті та саксофонах.
Редман почав писати аранжування і зробив багато для того, щоб сформулювати звук, який мав стати гойдалкою. Візитною карткою аранжувань Редмана стала група, яка грала гармонію під соло. Він переміщував мелодію по різних оркестрових секціях. ого використання цієї техніки було витонченим, високоінноваційним і лягло в основу написання джазу великих груп у наступні десятиліття.[джерело?]
У 1927 році Жан Голдкетт переконав Редмена стати музичним керівником у місті Мак-Кінні. Він був відповідальним за успіх і аранжував більше половини музики (розділивши аранжувальні обов'язки з Джоном Несбіттом до 1931 року).

### Дон Редман та його оркестр
Потім Дон Редман створив свою власну групу в 1931 році, яка отримала резиденцію у знаменитому манхеттенському джазовому клубі. Редман підписав контракт із Brunswick Records, а також зробив серію радіопередач. Редман та його оркестр також поставили музику до анімаційного короткометражного фільму «Я чув», який є частиною серії Бетті Буп. Редман створив оригінальну музику для короткометражки, яка вийшла 1 вересня 1933 року. Записи Брансвіка, зроблені Редменом між 1931—1934 роками, були одними з найскладніших аранжувань джазу до популярних мелодій. Група Редмена не покладалася лише на драйвовий ритм або чудових солістів, але вона мала загальний рівень аранжувальної вишуканості, який рідко виконували інші групи цього періоду. Популярний вокаліст Харлан Латтімор забезпечив близько половини вокалу, а сам Редмен був представлений як вокаліст, демонструючи жартівливий, подібний до декламації вокальний стиль.
У 1933 році його група зробила короткометражний фільм у повнометражному фільмі Басбі Берклі. Редмен записував музику для Брансвіка до 1934 року. У 1937 році він виступив піонером низки реорганізацій старих класичних поп-мелодій. Він використовував вокальну групу (яку називали «Свінг-хор») і був дуже сучасним.
Коли Редман розпустив свій оркестр, він зосередився на вільній роботі над написанням аранжувань. Деякі з його аранжувань стали хітами для Джиммі Дорсі, графа Бейсі та Гаррі Джеймса. У 1946 році він вирушив у Європу як керівник зіркової групи, до складу якої входили Дон Байас, Тайрі Гленн і Біллі Тейлор. Він з'явився в телевізійній мережі у сезоні 1949 року. У 1950-х він був музичним керівником співачки Перл Бейлі.
На початку 1960-х він грав на фортепіано для концерту Georgia Minstrels і сопрано-саксофон з Ейбі Блейк.
Його було визнано членом Залу слави музики Західної Вірджинії 6 травня 2009 р.
Дон Редман помер у Нью-Йорку 30 листопада 1964 року у віці 64 років від невідомих причин.

## Дискографія

### Як керівник
- Doin 'the New Lowdown (1994) (Hep, 1994)[4]

### Як сайдеман
З Флетчером Хендерсоном
- Дослідження фрустрації (Колумбія, 1961)
- Wrappin 'It Up (Мембран, 2005)
- Солодке та гаряче (2007)

- 1931–1933 (класика, 1990)
- 1933–1936 (класика, 1991)
- 1936–1939 (класика, 1994)